# Salvatore Chindemi
Salvatore Chindemi (Siracusa, 19 gennaio 1808 – Palermo, 3 febbraio 1874) è stato un patriota, storico e poeta italiano.

## Biografia

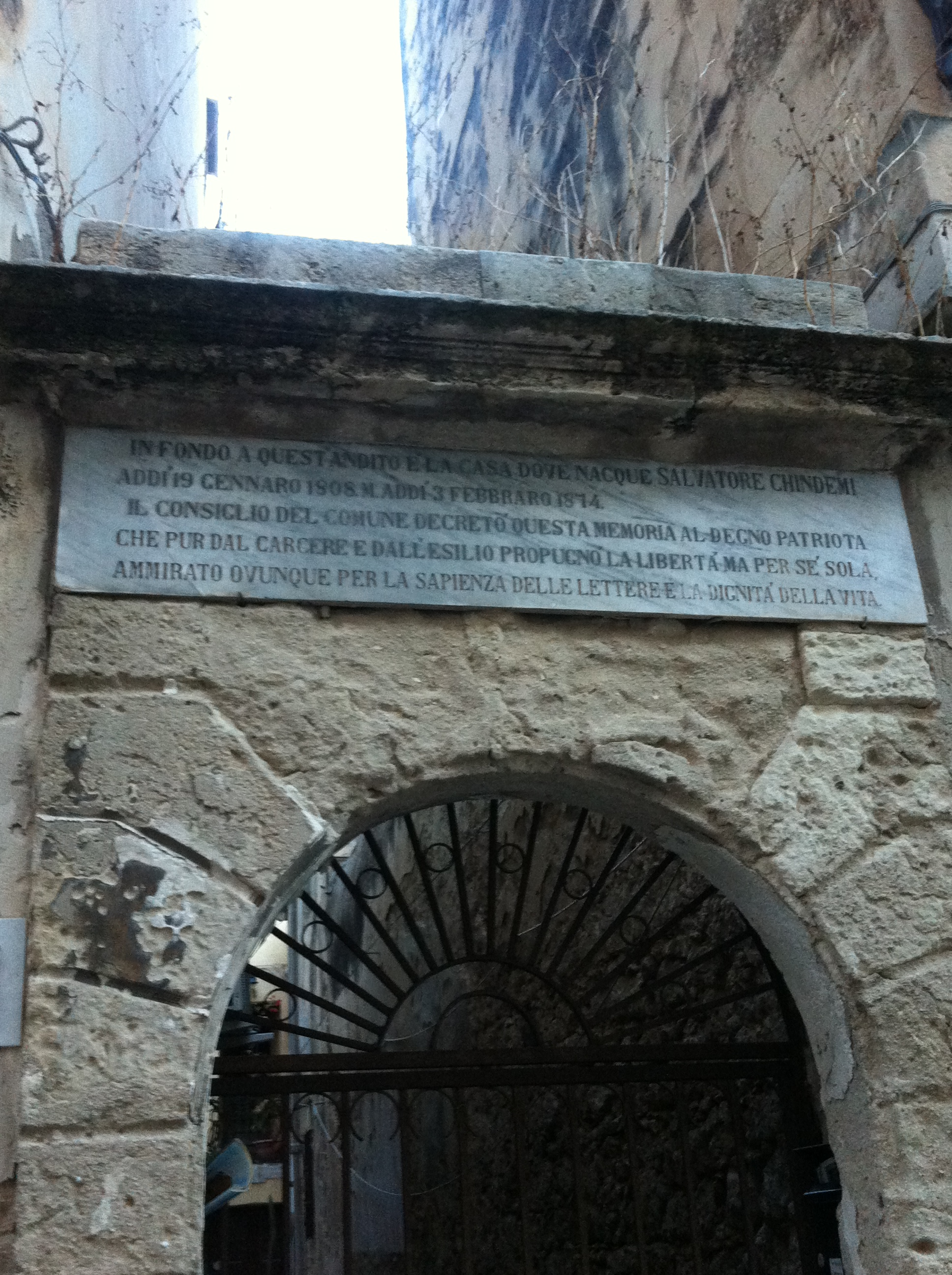
Targa commemorativa posta alla casa natale di Chindemi

Partecipa alla sommossa siciliana del 1837, e l'anno successivo viene arrestato per sospetto di carboneria. Prende parte all'insurrezione del 1848 e, entrato nelle liste di proscrizione, riesce a fuggire in Piemonte, dove rimane fino al 1860. Tornato a Palermo, nel 1861 beneficia della cattedra di storia nella Regia Università, che tiene fino al 1869. 
Viene quindi eletto Deputato dell'VIII legislatura del Regno d'Italia per il Collegio elettorale di Augusta, ma la sua elezione viene annullata in quanto Chindemi era capo sezione nella segreteria di Luogotenenza del regno in Palermo, impiego che lo rendeva incompatibile con la carica di deputato.
Il comune di Siracusa gli dedicò una targa commemorativa in via Roma 65, sua casa natale. È sepolto al cimitero comunale di Siracusa.

## Opere
- Rudimenti generali intorno alla Sicilia
- Considerazioni sulla pedagogia in Sicilia
- Il conte di Platen e l'Italia, cenni critici e biografici